# Список астероїдів (59401—59500)
| Назва                          | Тимчасове позначення | Дата відкриття  | Місце відкриття            | Відкривач                            |
| ------------------------------ | -------------------- | --------------- | -------------------------- | ------------------------------------ |
| (59401) 1999 FC32              | 1999 FC32            | 19 березня 1999 | Сокорро (Нью-Мексико)      | LINEAR                               |
| (59402) 1999 FR32              | 1999 FR32            | 23 березня 1999 | Вішнянська обсерваторія    | Корадо Корлевіч                      |
| (59403) 1999 FV34              | 1999 FV34            | 19 березня 1999 | Сокорро (Нью-Мексико)      | LINEAR                               |
| (59404) 1999 FW34              | 1999 FW34            | 19 березня 1999 | Сокорро (Нью-Мексико)      | LINEAR                               |
| (59405) 1999 FA35              | 1999 FA35            | 19 березня 1999 | Сокорро (Нью-Мексико)      | LINEAR                               |
| (59406) 1999 FM35              | 1999 FM35            | 20 березня 1999 | Сокорро (Нью-Мексико)      | LINEAR                               |
| (59407) 1999 FC38              | 1999 FC38            | 20 березня 1999 | Сокорро (Нью-Мексико)      | LINEAR                               |
| (59408) 1999 FL40              | 1999 FL40            | 20 березня 1999 | Сокорро (Нью-Мексико)      | LINEAR                               |
| (59409) 1999 FX42              | 1999 FX42            | 20 березня 1999 | Сокорро (Нью-Мексико)      | LINEAR                               |
| (59410) 1999 FH50              | 1999 FH50            | 20 березня 1999 | Сокорро (Нью-Мексико)      | LINEAR                               |
| (59411) 1999 FX50              | 1999 FX50            | 20 березня 1999 | Сокорро (Нью-Мексико)      | LINEAR                               |
| (59412) 1999 FU51              | 1999 FU51            | 20 березня 1999 | Сокорро (Нью-Мексико)      | LINEAR                               |
| (59413) 1999 FN58              | 1999 FN58            | 20 березня 1999 | Сокорро (Нью-Мексико)      | LINEAR                               |
| (59414) 1999 FP62              | 1999 FP62            | 22 березня 1999 | Станція Андерсон-Меса      | LONEOS                               |
| (59415) 1999 GJ                | 1999 GJ              | 4 квітня 1999   | Обсерваторія Модри         | Адріан Галад, Юрай Тотг              |
| (59416) 1999 GM                | 1999 GM              | 5 квітня 1999   | Вішнянська обсерваторія    | Корадо Корлевіч                      |
| 59417 Джіокасіллі (Giocasilli) | 1999 GD1             | 5 квітня 1999   | Обсерваторія Пістоїєзе     | Андреа Боаттіні, Лучано Тезі         |
| (59418) 1999 GJ1               | 1999 GJ1             | 7 квітня 1999   | Обсерваторія Оїдзумі       | Такао Кобаяші                        |
| 59419 Presov                   | 1999 GE2             | 9 квітня 1999   | Обсерваторія Модри         | Леонард Корнош, Штефан Гайдош        |
| (59420) 1999 GR2               | 1999 GR2             | 9 квітня 1999   | Обсерваторія Оахака        | Джеймс Рой                           |
| (59421) 1999 GV3               | 1999 GV3             | 5 квітня 1999   | Обсерваторія Пістоїєзе     | Джермано Д'Абрамо, Андреа Боаттіні   |
| (59422) 1999 GD4               | 1999 GD4             | 12 квітня 1999  | Вумера                     | Френк Золотовскі                     |
| (59423) 1999 GE4               | 1999 GE4             | 12 квітня 1999  | Вумера                     | Френк Золотовскі                     |
| (59424) 1999 GP4               | 1999 GP4             | 10 квітня 1999  | Вішнянська обсерваторія    | Корадо Корлевіч                      |
| (59425) 1999 GJ5               | 1999 GJ5             | 7 квітня 1999   | Станція Сінлун             | SCAP                                 |
| (59426) 1999 GS5               | 1999 GS5             | 15 квітня 1999  | Обсерваторія Фаунтін-Гіллс | Чарльз Джулз                         |
| (59427) 1999 GM6               | 1999 GM6             | 14 квітня 1999  | Станція Сінлун             | SCAP                                 |
| (59428) 1999 GK7               | 1999 GK7             | 7 квітня 1999   | Станція Андерсон-Меса      | LONEOS                               |
| (59429) 1999 GK8               | 1999 GK8             | 9 квітня 1999   | Станція Андерсон-Меса      | LONEOS                               |
| (59430) 1999 GT12              | 1999 GT12            | 12 квітня 1999  | Обсерваторія Кітт-Пік      | Spacewatch                           |
| (59431) 1999 GG13              | 1999 GG13            | 12 квітня 1999  | Обсерваторія Кітт-Пік      | Spacewatch                           |
| (59432) 1999 GW14              | 1999 GW14            | 14 квітня 1999  | Обсерваторія Кітт-Пік      | Spacewatch                           |
| (59433) 1999 GH17              | 1999 GH17            | 15 квітня 1999  | Сокорро (Нью-Мексико)      | LINEAR                               |
| (59434) 1999 GR18              | 1999 GR18            | 15 квітня 1999  | Сокорро (Нью-Мексико)      | LINEAR                               |
| (59435) 1999 GE20              | 1999 GE20            | 15 квітня 1999  | Сокорро (Нью-Мексико)      | LINEAR                               |
| (59436) 1999 GE21              | 1999 GE21            | 15 квітня 1999  | Сокорро (Нью-Мексико)      | LINEAR                               |
| (59437) 1999 GY21              | 1999 GY21            | 7 квітня 1999   | Сокорро (Нью-Мексико)      | LINEAR                               |
| (59438) 1999 GA22              | 1999 GA22            | 7 квітня 1999   | Сокорро (Нью-Мексико)      | LINEAR                               |
| (59439) 1999 GS23              | 1999 GS23            | 6 квітня 1999   | Сокорро (Нью-Мексико)      | LINEAR                               |
| (59440) 1999 GL24              | 1999 GL24            | 6 квітня 1999   | Сокорро (Нью-Мексико)      | LINEAR                               |
| (59441) 1999 GZ29              | 1999 GZ29            | 7 квітня 1999   | Сокорро (Нью-Мексико)      | LINEAR                               |
| (59442) 1999 GS30              | 1999 GS30            | 7 квітня 1999   | Сокорро (Нью-Мексико)      | LINEAR                               |
| (59443) 1999 GV30              | 1999 GV30            | 7 квітня 1999   | Сокорро (Нью-Мексико)      | LINEAR                               |
| (59444) 1999 GY30              | 1999 GY30            | 7 квітня 1999   | Сокорро (Нью-Мексико)      | LINEAR                               |
| (59445) 1999 GJ32              | 1999 GJ32            | 7 квітня 1999   | Сокорро (Нью-Мексико)      | LINEAR                               |
| (59446) 1999 GO32              | 1999 GO32            | 7 квітня 1999   | Сокорро (Нью-Мексико)      | LINEAR                               |
| (59447) 1999 GV32              | 1999 GV32            | 10 квітня 1999  | Сокорро (Нью-Мексико)      | LINEAR                               |
| (59448) 1999 GC33              | 1999 GC33            | 12 квітня 1999  | Сокорро (Нью-Мексико)      | LINEAR                               |
| (59449) 1999 GH33              | 1999 GH33            | 12 квітня 1999  | Сокорро (Нью-Мексико)      | LINEAR                               |
| (59450) 1999 GW33              | 1999 GW33            | 12 квітня 1999  | Сокорро (Нью-Мексико)      | LINEAR                               |
| (59451) 1999 GX33              | 1999 GX33            | 12 квітня 1999  | Сокорро (Нью-Мексико)      | LINEAR                               |
| (59452) 1999 GS34              | 1999 GS34            | 6 квітня 1999   | Сокорро (Нью-Мексико)      | LINEAR                               |
| (59453) 1999 GN35              | 1999 GN35            | 7 квітня 1999   | Сокорро (Нью-Мексико)      | LINEAR                               |
| (59454) 1999 GO35              | 1999 GO35            | 7 квітня 1999   | Сокорро (Нью-Мексико)      | LINEAR                               |
| (59455) 1999 GK36              | 1999 GK36            | 7 квітня 1999   | Сокорро (Нью-Мексико)      | LINEAR                               |
| (59456) 1999 GJ38              | 1999 GJ38            | 12 квітня 1999  | Сокорро (Нью-Мексико)      | LINEAR                               |
| (59457) 1999 GF39              | 1999 GF39            | 12 квітня 1999  | Сокорро (Нью-Мексико)      | LINEAR                               |
| (59458) 1999 GM41              | 1999 GM41            | 12 квітня 1999  | Сокорро (Нью-Мексико)      | LINEAR                               |
| (59459) 1999 GV42              | 1999 GV42            | 12 квітня 1999  | Сокорро (Нью-Мексико)      | LINEAR                               |
| (59460) 1999 GR43              | 1999 GR43            | 12 квітня 1999  | Сокорро (Нью-Мексико)      | LINEAR                               |
| (59461) 1999 GO45              | 1999 GO45            | 12 квітня 1999  | Сокорро (Нью-Мексико)      | LINEAR                               |
| (59462) 1999 GQ45              | 1999 GQ45            | 12 квітня 1999  | Сокорро (Нью-Мексико)      | LINEAR                               |
| (59463) 1999 GV45              | 1999 GV45            | 12 квітня 1999  | Сокорро (Нью-Мексико)      | LINEAR                               |
| (59464) 1999 GM50              | 1999 GM50            | 10 квітня 1999  | Станція Андерсон-Меса      | LONEOS                               |
| (59465) 1999 GS51              | 1999 GS51            | 11 квітня 1999  | Станція Андерсон-Меса      | LONEOS                               |
| (59466) 1999 GE54              | 1999 GE54            | 13 квітня 1999  | Станція Сінлун             | Spacewatch                           |
| (59467) 1999 GQ57              | 1999 GQ57            | 6 квітня 1999   | Сокорро (Нью-Мексико)      | LINEAR                               |
| (59468) 1999 GH61              | 1999 GH61            | 15 квітня 1999  | Сокорро (Нью-Мексико)      | LINEAR                               |
| (59469) 1999 GJ61              | 1999 GJ61            | 15 квітня 1999  | Сокорро (Нью-Мексико)      | LINEAR                               |
| (59470) 1999 HM                | 1999 HM              | 17 квітня 1999  | Обсерваторія Ондржейов     | Петр Правец                          |
| (59471) 1999 HP                | 1999 HP              | 17 квітня 1999  | Вумера                     | Френк Золотовскі                     |
| (59472) 1999 HX                | 1999 HX              | 19 квітня 1999  | Обсерваторія Ріді-Крик     | Джон Бротон                          |
| (59473) 1999 HT1               | 1999 HT1             | 19 квітня 1999  | Вішнянська обсерваторія    | Вішнянська обсерваторія              |
| (59474) 1999 HK2               | 1999 HK2             | 20 квітня 1999  | Вішнянська обсерваторія    | Корадо Корлевіч, Маріо Юріч          |
| (59475) 1999 HN2               | 1999 HN2             | 19 квітня 1999  | Вішнянська обсерваторія    | Корадо Корлевіч, Маріо Юріч          |
| (59476) 1999 HQ2               | 1999 HQ2             | 21 квітня 1999  | Гокер, Канберра            | Дж. Чайльд                           |
| (59477) 1999 HP3               | 1999 HP3             | 18 квітня 1999  | Каталінський огляд         | Каталінський огляд                   |
| (59478) 1999 HR4               | 1999 HR4             | 16 квітня 1999  | Обсерваторія Кітт-Пік      | Spacewatch                           |
| (59479) 1999 HX5               | 1999 HX5             | 17 квітня 1999  | Обсерваторія Кітт-Пік      | Spacewatch                           |
| (59480) 1999 HJ7               | 1999 HJ7             | 19 квітня 1999  | Обсерваторія Кітт-Пік      | Spacewatch                           |
| (59481) 1999 HX8               | 1999 HX8             | 17 квітня 1999  | Сокорро (Нью-Мексико)      | LINEAR                               |
| (59482) 1999 HP10              | 1999 HP10            | 17 квітня 1999  | Сокорро (Нью-Мексико)      | LINEAR                               |
| (59483) 1999 HN11              | 1999 HN11            | 16 квітня 1999  | Каталінський огляд         | Каталінський огляд                   |
| (59484) 1999 JJ                | 1999 JJ              | 6 травня 1999   | Сокорро (Нью-Мексико)      | LINEAR                               |
| (59485) 1999 JR                | 1999 JR              | 4 травня 1999   | Станція Сінлун             | SCAP                                 |
| (59486) 1999 JV                | 1999 JV              | 5 травня 1999   | Станція Сінлун             | SCAP                                 |
| (59487) 1999 JZ1               | 1999 JZ1             | 8 травня 1999   | Каталінський огляд         | Каталінський огляд                   |
| (59488) 1999 JE2               | 1999 JE2             | 8 травня 1999   | Каталінський огляд         | Каталінський огляд                   |
| (59489) 1999 JQ2               | 1999 JQ2             | 8 травня 1999   | Каталінський огляд         | Каталінський огляд                   |
| (59490) 1999 JD4               | 1999 JD4             | 10 травня 1999  | Сокорро (Нью-Мексико)      | LINEAR                               |
| (59491) 1999 JO4               | 1999 JO4             | 10 травня 1999  | Сокорро (Нью-Мексико)      | LINEAR                               |
| (59492) 1999 JU4               | 1999 JU4             | 10 травня 1999  | Сокорро (Нью-Мексико)      | LINEAR                               |
| (59493) 1999 JG5               | 1999 JG5             | 10 травня 1999  | Сокорро (Нью-Мексико)      | LINEAR                               |
| (59494) 1999 JN5               | 1999 JN5             | 10 травня 1999  | Сокорро (Нью-Мексико)      | LINEAR                               |
| (59495) 1999 JB6               | 1999 JB6             | 6 травня 1999   | Обсерваторія Мальорки      | Альваро Лопес-Ґарсіа, Рафаель Пачеко |
| (59496) 1999 JY6               | 1999 JY6             | 8 травня 1999   | Каталінський огляд         | Каталінський огляд                   |
| (59497) 1999 JJ7               | 1999 JJ7             | 8 травня 1999   | Каталінський огляд         | Каталінський огляд                   |
| (59498) 1999 JG8               | 1999 JG8             | 12 травня 1999  | Сокорро (Нью-Мексико)      | LINEAR                               |
| (59499) 1999 JP8               | 1999 JP8             | 14 травня 1999  | Каталінський огляд         | Каталінський огляд                   |
| (59500) 1999 JT8               | 1999 JT8             | 14 травня 1999  | Обсерваторія Ріді-Крик     | Джон Бротон                          |